# アセナシ・ントラバカニエ
アセナシ・ントラバカニエ（Asenathi Ntlabakanye、1999年4月15日 - ）は、南アフリカ共和国のラグビーユニオン選手。ユナイテッド・ラグビー・チャンピオンシップのライオンズと、カリーカップのゴールデン・ライオンズに所属している。

## 経歴
ヨハネスブルグのセント・スティシアンズ・カレッジに通い、ゴールデン・ライオンズの高校年代別代表として出場し、2017年には南アフリカ共和国のスクール代表に選ばれた。
2018年・2019年、U20南アフリカ共和国代表として10回出場した。
2020年、プロ14レインボーカップ南アフリカの第2ラウンド、シャークス戦で、ライオンズデビューを果たした。
2022年、カリーカップのライオンズのキャプテンを務めた。
2025年6月28日、南アフリカ共和国代表として、バーバリアンズ戦に出場。7月12日、イタリア代表戦に控えから出場し、代表初キャップを獲得した。